# Lauren Aquilina
Lauren Amber Aquilina (sinh 23 tháng 6 năm 1995) là một ca sĩ kiêm nhà soạn nhạc người Anh, sinh ra tại Bristol, Vương Quốc Anh. Cô được biết tới sau khi hoạt động độc lập để đưa ra bộ ba EP ('Fools', 'Sinners', và 'Liars') khi còn đang đi học. Aquilina đang hoàn thành album ra mắt sau khi ký hợp đồng với Island Records và Universal Music Group.

## Ảnh hưởng
Aquilina đã cover nhiều bài hát của các ca sĩ khác trên kênh YouTube của cô và tại những buổi biểu diễn trực tiếp, trong số đó có Bon Iver, Taylor Swift, Lana Del Rey và Ellie Goulding.

## Các tác phẩm

### EP
| Tên     | Ngày phát hành       |
| ------- | -------------------- |
| Fools   | 22 tháng 10 năm 2012 |
| Sinners | 22 tháng 7 năm 2013  |
| Liars   | 10 tháng 3 năm 2014  |
| Ocean   | 9 tháng 10 năm 2015  |

### Đĩa đơn
| 2012 | "Fools"                                        | 72 | Tự phát hành/ Interlude Artists | Fools   |
| 2013 | "Sinners"                                      | 66 | Tự phát hành/ Interlude Artists | Sinners |
| 2014 | "Lovers or Liars"                              | 58 | Island Records                  | Liars   |
| 2015 | "Time To Say Goodbye"                          | —  | Island Records                  | N/A     |
| 2015 | "Ocean"                                        | —  | Island Records                  | Ocean   |
| 2015 | "Low"                                          | —  | Island Records                  | Ocean   |
| 2015 | "—" là các bài hát chưa lọt vào bảng xếp hạng. |    | Island Records                  |         |

### Các bản thu khác
- "Strong Enough" with Prides (2014)